# Katie Archibald
Katie Archibald, MBE (Chertsey, 12 de março de 1994) é uma ciclista britânica que compete tanto em provas de pista quanto de estrada. Ela ganhou a medalha de ouro na prova de perseguição por equipes durante os Jogos Olímpicos de 2016, além de possuir três ouros em Campeonatos Mundiais.

## Carreira
Archibald fez sua estreia pela Grã-Bretanha no Campeonato Europeu de 2013. Ao lado de Laura Trott, Dani King e Elinor Barker, ela conquistou a medalha de ouro e quebrou o recorde mundial duas vezes na perseguição por equipes.
Ela se tornou a primeira campeã mundial de ciclismo feminino na Escócia, quando fez parte do time que conquistou o título na perseguição por equipes no Campeonato Mundial de Pista de 2014. No mesmo evento, além da competição individual, ela conquistou medalhas de ouro no Europeu. Ainda em 2014 Archibald representou a Escócia nos Jogos da Commonwealth, em Glasgow, quando conquistou uma medalha de bronze na corrida por pontos.
No Campeonato Europeu de 2015, Archibald se tornou tricampeã continental na perseguição por equipes, manteve o título individual na perseguição conquistado em 2014, além de adicionar o título da corrida de eliminação. Na edição seguinte do Europeu, realizado em 2016 em Yvelines, conquistou o título do omnium e pela terceira edição consecutiva a perseguição individual, assim como uma medalha de prata na corrida de eliminação.

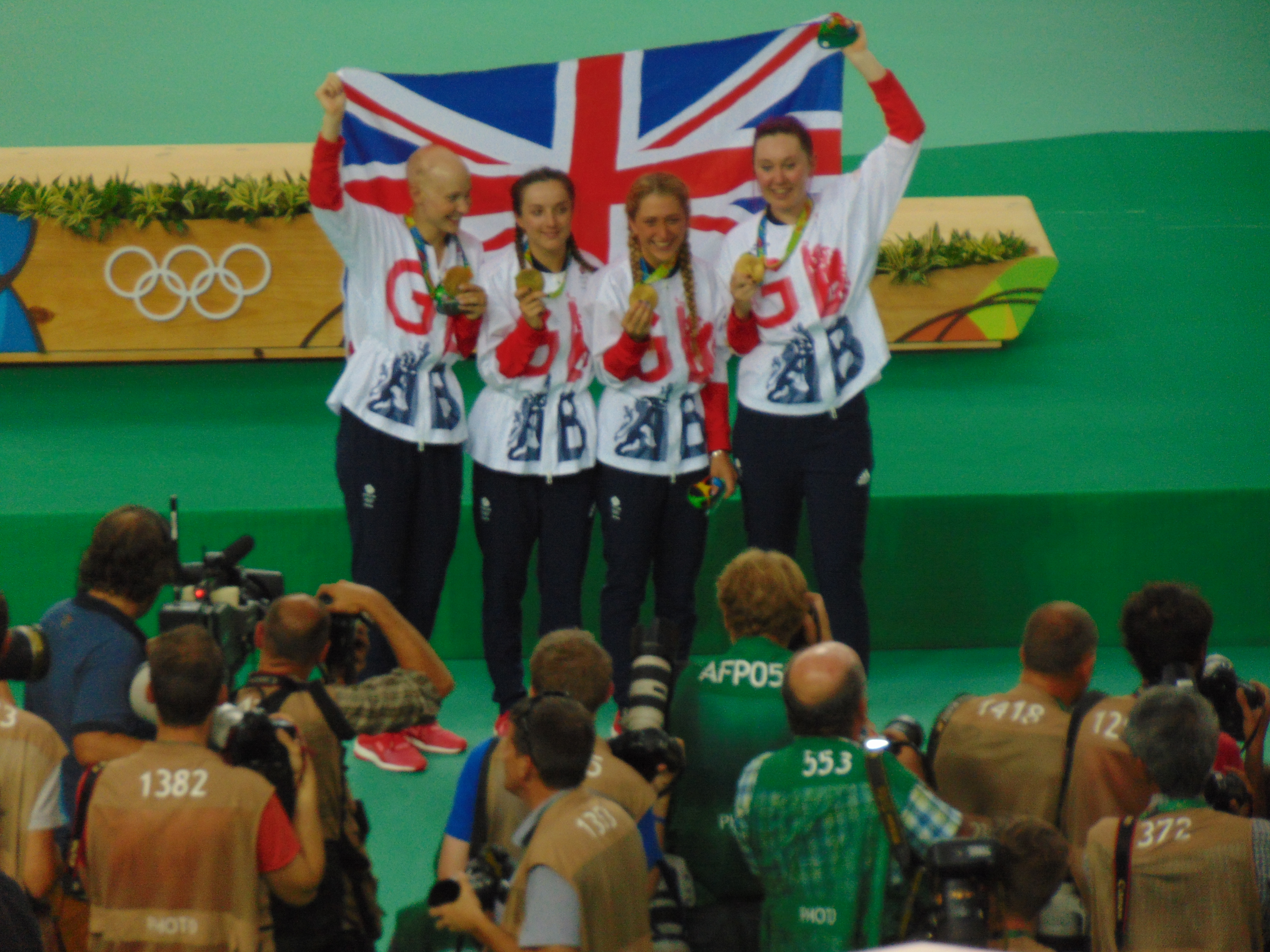
Archibald (primeira da direita) integrou o time britânico campeão da perseguição por equipes nas Olimpíadas de 2016.

Pouco antes da disputa do Campeonato Europeu, Archibald disputou sua primeira Olimpíada nos Jogos do Rio de Janeiro, ganhando a medalha de ouro na perseguição por equipes ao lado de Laura Trott, Elinor Barker e Joanna Rowsell Shand, com tempo na final para recorde mundial de 4 minutos e 10,236 segundos. Oito meses antes ela correu o risco de não integrar a delegação britânica nos Jogos Olímpicos após se contundir em um acidente de motocicleta que a afastou do Mundial de Londres.
No Campeonato Mundial de 2017, ela conquistou uma inédita medalha de ouro no omnium. No mesmo ano ela manteve seus títulos na perseguição individual e no omnium no Campeonato Europeu e também fez parte da equipe que conquistou a medalha de prata na equipe de perseguição.
Archibald representou a Escócia nos Jogos da Commonwealth de 2018, em Gold Coast, e conquistou a medalha de ouro na perseguição individual e a prata na corrida por pontos.
Paralelamente ao ciclismo de pista, ela também compete no ciclismo de estrada, onde iniciou na extinta Podium Ambition juntamente com suas compatriotas Sarah Storey e Joanna Rowsell Shand. Juntou-se a Team WNT na temporada 2017, destacando-se a terceiro colocação na terceira e quarta etapas da Setmana Ciclista Valenciana. Para a temporada 2018 ela se transferiu para a equipe Wiggle junto com a sua companheira britânica Elinor Barker.
Archibald foi nomeada como membro da Ordem do Império Britânico (MBE) em 2017 devido aos serviços prestados no ciclismo.
Obteve duas medalhas em Tóquio 2020, das quais uma de prata na perseguição por equipes e uma de ouro no madison.
Em 2024 partiu dois ossos da perna num acidente doméstico, o que a impede de participar nos Jogos Olímpicos de 2024, em Paris.